# Lista celor mai mari feline
Aceasta este o listă a speciilor extante din familia Felidae, care urmărește să evalueze dimensiunea acestora, ordonată în funcție de greutatea maximă raportată și de dimensiunea indivizilor sălbatici înregistrați. Lista nu conține hibrizi de feline, cum ar fi ligrul sau tigonul.

## Lista
| Loc | Nume comun       | Nume științific   | Imagine | Greutate medie (kg) | Greutate maximă (kg)                  | Lungime medie (m) | Lungime maximă (m) | Înălțime la greabăn (cm) | Harta arealului de răspândire |
| --- | ---------------- | ----------------- | ------- | ------------------- | ------------------------------------- | ----------------- | ------------------ | ------------------------ | ----------------------------- |
| 1   | Tigru            | Panthera tigris   |         | 126–221             | 317 (Verificat) 387.8 (Neverificat)   | 2.3–3.9           | 4.0                | 70–110                   |                               |
| 2   | Leu              | Panthera leo      |         | 160–195             | 313 (Verificat);360 (Neverificat)     | 2.7–3.5           | 3.875              | 90–135                   |                               |
| 3   | Jaguar           | Panthera onca     |         | 56.1–104.5          | 148                                   | 1.8–2.7           | 2.8                | 68–80                    |                               |
| 4   | Pumă             | Puma concolor     |         | 53.1–71             | 105.2 (Verificat) 125.2 (Neverificat) | 1.5–2.4           | 2.8                | 53–88                    |                               |
| 5   | Leopard          | Panthera pardus   |         | 30–65.8             | 108                                   | 1.6–2.3           | 2.75               | 44–78                    |                               |
| 6   | Ghepard          | Acinonyx jubatus  |         | 36.7–54.1           | 69                                    | 1.5–2.3           | 2.5                | 77–94                    |                               |
| 7   | Irbis            | Panthera uncia    |         | 30-39               | 53.8                                  | 1.6–2.1           | 2.5                | 60–66                    |                               |
| 8   | Leopard de copac | Neofelis nebulosa |         | 16–23               | 26                                    | 1.2–1.6           | 1.9                | 46–56                    |                               |
| 9   | Râs eurasiatic   | Lynx lynx         |         | 17.4–21.7           | 38                                    | 0.8–1.3           | 1.5                | 60–71                    |                               |
| 10  | Râs roșu         | Lynx rufus        |         | 6.4–18.3            | 22.2 (Verificat) 27 (Neverificat)     | 0.475–1.25        | 1.30               | 30–60                    |                               |
| 11  | Caracal          | Caracal caracal   |         | 9.8–14.5            | 19                                    | 0.78–1.08         | 1.08               | 40–50                    |                               |

## Notă explicativă
1. ↑  Aceasta se referă la lungimea care include coada.
2. ↑  Cel mai mare leu cunoscut măsura 3,35 m. Un leu mascul excepțional de greu de lângă Muntele Kenya cântărea 272 kg.